# Doona!
Doona! (kor. 이두나!) – południowokoreański serial telewizyjny, który miał premierę w 2023 roku. Reżyserem serialu jest Lee Jeong-hyo, a główne role zagrali Bae Suzy i Yang Se-jong. Serial został udostępniony na platformie Netflix 20 października 2023 roku.

## Fabuła
Student, Won-jun, zostaje współlokatorami z Doo-na, byłą idolką K-pop, która pozostawia za sobą swoje wspaniałe dni.

## Obsada

### Główna
- Bae Suzy jako Lee Doo-na[6]
- Yang Se-jong jako Lee Won-jun[6]

### W pozostałych rolach
- Shin Ha-young jako Kim Jin-joo[7]
- Kim Do-wan jako Goo Jeong-hoon[8]
- Park Se-wan jako Choi I-ra[9]

- Kim Min-ho jako Seo Yun-taek[10]
- Kim Sun-young jako matka Doo-ny
- Lee Yu-bi[11]

### Występy specjalne
- Lee Jin-wook jako Park In-wook[12]
- Go Ah-sung jako członkini grupy Dream Sweet[13][14]
- Lachicha[13]
- Kim Hyun-mok jako prześladowca (odc. 3)